# Деч
Деч је насеље у општини Пећинци, у Сремском округу, у Србији. Према попису из 2022. било је 1404 становника.
Овде се налази Српска православна црква Светог Вазнесења у Дечу.

## Историја
Априла 1767. године по одлуци аустријског Дворског ратног савета Деч је ушао у састав Петроварадинске Лајб компаније. Село је до тада било у саставу властелинства Војке.
Мештанин шумар 1815. године је Илија Ракић. Трговац Аврам Георгијевић је 1828. године претплатник Вуковог календара "Данице".

## Демографија
У насељу Деч живи 1228 пунолетних становника, а просечна старост становништва износи 39,0 година (38,0 код мушкараца и 40,0 код жена). У насељу има 522 домаћинства, а просечан број чланова по домаћинству је 3,05.
Ово насеље је великим делом насељено Србима (према попису из 2002. године), а у последња три пописа, примећен је пораст у броју становника.
|  |

| Демографија | Демографија | Демографија |
| Година      | Становника  | Становника  |
| ----------- | ----------- | ----------- |
| 1948.       | 1.396       |             |
| 1953.       | 1.333       |             |
| 1961.       | 1.362       |             |
| 1971.       | 1.215       |             |
| 1981.       | 1.227       |             |
| 1991.       | 1.346       | 1.330       |
| 2002.       | 1.590       | 1.638       |

| Етнички састав према попису из 2002.‍ | Етнички састав према попису из 2002.‍ | Етнички састав према попису из 2002.‍ | Етнички састав према попису из 2002.‍ | Етнички састав према попису из 2002.‍ |
| ------------------------------------ | ------------------------------------ | ------------------------------------ | ------------------------------------ | ------------------------------------ |
|                                      |                                      |                                      |                                      |                                      |
| Срби                                 | Срби                                 |                                      | 1.462                                | 91,94%                               |
| Роми                                 | Роми                                 |                                      | 53                                   | 3,33%                                |
| Југословени                          | Југословени                          |                                      | 19                                   | 1,19%                                |
| Македонци                            | Македонци                            |                                      | 8                                    | 0,50%                                |
| Хрвати                               | Хрвати                               |                                      | 6                                    | 0,37%                                |
| Муслимани                            | Муслимани                            |                                      | 6                                    | 0,37%                                |
| Мађари                               | Мађари                               |                                      | 4                                    | 0,25%                                |
| Словаци                              | Словаци                              |                                      | 3                                    | 0,18%                                |
| Црногорци                            | Црногорци                            |                                      | 2                                    | 0,12%                                |
| Руси                                 | Руси                                 |                                      | 1                                    | 0,06%                                |
| Немци                                | Немци                                |                                      | 1                                    | 0,06%                                |
| непознато                            | непознато                            |                                      | 7                                    | 0,44%                                |

| Година пописа     | 1948. | 1953. | 1961. | 1971. | 1981. | 1991. | 2002. |
| ----------------- | ----- | ----- | ----- | ----- | ----- | ----- | ----- |
| Број домаћинстава | 349   | 375   | 376   | 359   | 391   | 442   | 522   |

| Број чланова      | 1   | 2   | 3  | 4   | 5  | 6  | 7 | 8 | 9 | 10 и више | Просек |
| ----------------- | --- | --- | -- | --- | -- | -- | - | - | - | --------- | ------ |
| Број домаћинстава | 103 | 124 | 88 | 109 | 63 | 24 | 9 | 1 | 1 | 0         | 3,05   |

| Пол    | Укупно | Неожењен/Неудата | Ожењен/Удата | Удовац/Удовица | Разведен/Разведена | Непознато |
| ------ | ------ | ---------------- | ------------ | -------------- | ------------------ | --------- |
| Мушки  | 660    | 194              | 418          | 31             | 12                 | 5         |
| Женски | 643    | 104              | 415          | 110            | 14                 | 0         |
| УКУПНО | 1.303  | 298              | 833          | 141            | 26                 | 5         |

| Пол    | Укупно                    | Пољопривреда, лов и шумарство | Рибарство                            | Вађење руде и камена | Прерађивачка индустрија       |
| ------ | ------------------------- | ----------------------------- | ------------------------------------ | -------------------- | ----------------------------- |
| Мушки  | 338                       | 100                           | 0                                    | 0                    | 79                            |
| Женски | 187                       | 57                            | 0                                    | 0                    | 25                            |
| УКУПНО | 525                       | 157                           | 0                                    | 0                    | 104                           |
| Пол    | Производња и снабдевање   | Грађевинарство                | Трговина                             | Хотели и ресторани   | Саобраћај, складиштење и везе |
| Мушки  | 0                         | 20                            | 35                                   | 5                    | 42                            |
| Женски | 1                         | 2                             | 32                                   | 5                    | 8                             |
| УКУПНО | 1                         | 22                            | 67                                   | 10                   | 50                            |
| Пол    | Финансијско посредовање   | Некретнине                    | Државна управа и одбрана             | Образовање           | Здравствени и социјални рад   |
| Мушки  | 0                         | 8                             | 13                                   | 2                    | 5                             |
| Женски | 3                         | 8                             | 8                                    | 10                   | 22                            |
| УКУПНО | 3                         | 16                            | 21                                   | 12                   | 27                            |
| Пол    | Остале услужне активности | Приватна домаћинства          | Екстериторијалне организације и тела | Непознато            | Непознато                     |
| Мушки  | 5                         | 0                             | 0                                    | 24                   | 24                            |
| Женски | 3                         | 0                             | 0                                    | 3                    | 3                             |
| УКУПНО | 8                         | 0                             | 0                                    | 27                   | 27                            |